# Ceylalictus congoensis
Ceylalictus congoensis là một loài Hymenoptera trong họ Halictidae. Loài này được Pesenko & Pauly mô tả khoa học năm 2005.